# Низовой диалект чувашского языка
Низовой диалект чувашского языка («укающий») — диалект чувашского языка (тюркский язык булгарской группы). Распространен в отдельных районах Татарстана, Башкортостана, Ульяновской, Самарской, Саратовской, Оренбургской и некоторых других областей Российской Федерации (преимущественно Поволжья).
Как отмечает ряд ученых, низовой диалект чувашского языка сформировался из среднего (средненизового) диалекта, который также «укающий», после проведения засечной черты от набегов ногайцев, южные лесостепные районы Чувашии стали постепенно заселяться чувашами из современных Янтиковского, Урмарского, Канашского и отчасти Цивильского районов, которые вначале ездили туда сеять и собирать хлеб, а потом стали там оседать. В дальнейшем туда стали посещать и мишари, служившие русской администрации и собиравшие с первых налог (ясак). Благодаря этому диалект обогатился словами из татарского языка (мишарского диалекта). Примеры: ср.: чув. (низ.) тăкăс – тат. тыгыз «тесный», при собственно чув. такар – «тесный»; чув. (низ.) тикес – тат. тигез «ровный», при собственно чув. такăр «ровный»; чув. (низ.) ен – тат. ян [jän] «сторона, бок», при собственно чув. çум «бок, сторона»; чув. (низ.) яш – тат. яш [jaş] «молодой», при собственно чув. *çул, ср. çул «год, возраст» и так далее.
Низовой диалект является неоднородным (по акцентуации и огублению). Нужно отметить, что Янтиковский и Урмарский районы заселялись из области господства «оканья» (Козловский район), «уканья» (Канашский район), а в Урмарском районе существует говор пассивного «оканья». Пассивное «оканье» (Средние Юмаши) является интересным феноменом - звук о произносится в этом говоре как нечто среднее между о и у. В принятой Н.И. Ашмарином транскрипции этот звук обозначается как ô.